# 戈盧布-多布任
戈盧布-多布任（Golub-Dobrzyń）是波蘭的一座城市。人口約有12,500人。

## 外部連結
- Castle of Golub

53°06′30″N 19°03′00″E / 53.10833°N 19.05000°E